# Suplemento Literario Télam
El Suplemento Literario Télam (o SLT) fue una sección diaria publicada en Argentina por la Agencia de noticias Télam y que se imprimió en papel los días jueves junto al Reporte Nacional.

## Historia
El lunes 5 de diciembre de 2011, la Agencia de Noticias Télam Sociedad del Estado, (por decisión de su presidente Carlos Martín García), hizo la presentación formal del Suplemento Literario Télam, creado por el escritor Carlos Aletto. El lanzamiento de este espacio, en su versión digital (a partir del 21 de noviembre de 2011) y también en papel (salió los días jueves junto al Reporte Nacional desde el 8 de diciembre de 2011), cuenta con los trabajos —además de los producidos por la sección de Cultura— de prestigiosos escritores y columnistas, entre ellos: Vicente Battista, Claudia Piñeiro, Guillermo Saccomanno, Juan Martini, Mario Goloboff, Gustavo Nielsen, Daniel Freidemberg, Jorge Boccanera, Juan Pablo Cinelli y Leonardo Huebe. 
Una de las características de este suplemento dedicado a las letras fue que sumó voces jóvenes a la de los escritores ya consagrados. 
Las secciones fijas correspondían a los géneros literarios: ensayo, poesía, cuento, novela, teoría y crítica y teatro. Sus siglas, SLT, fueron el anagrama del prestigioso TLS (The Times Literary Supplement)], el suplemento literario que surgió del diario inglés The Times y que desde 1914 es una publicación independiente. En julio de 2018, Hernán Lombardi decidió cerrar y despedir a los empleados del suplemento.  

## Columnas
- La poética, por Guillermo Saccomanno.
- Los Jueves de Claudia Piñeiro.
- El Punto de Vista de Vicente Battista
- El Cronista accidental, por Juan Martini
- Milanesa napolitana, por Gustavo Nielsen
- Todos bailan, por Daniel Freidemberg
- Relecturas, por Mario Goloboff
- Diálogos con Jorge Boccanera
- Tiempo recuperado, por Luis Soto.

## Directores
Carlos Aletto (2011-2018)